# Þróttur Reykjavík
Þróttur Reykjavík (isländisch Knattspyrnufélagið Þróttur) ist ein isländischer Sportverein aus Reykjavík. Der Verein hat unter anderem Abteilungen für Fußball, Basketball, Handball sowie Tennis.

## Fußball
Der Verein nahm seit seiner Gründung am 5. August 1949 oftmals in der Urvalsdeild, der höchsten isländischen Herrenfußballliga teil, konnte sich dort allerdings nie etablieren. So folgte jedem Aufstieg bald wieder der Abstieg in die zweithöchste Spielklasse, sehr oft nach nur einer Saison (zuletzt z. B. 1998, 2003 und 2005).
Nach dem Aufstieg 2015 spielte Þróttur für zwei Saisons in der ersten Liga, bevor zur Saison 2017 der erneute Abstieg erfolgte.
Spielstätte ist das Stadion Valbjarnarvöllur, das ein Fassungsvermögen von 2.500 Zuschauern hat.